# Reynaldo Villalobos
Reynaldo Villalobos, in jungen Jahren auch Ray Villalobos (* 9. November 1940 in Los Angeles, Kalifornien) ist ein US-amerikanischer Kameramann und Regisseur.

## Leben
Villalobos, Nachkomme hispanischer Einwanderer, hatte nach seinem High-School-Abschluss das 'El Camino College' im kalifornischen Torrance und die California State University in Dominguez Hills besucht, wo er seinen Abschluss in Art & Design machte. Anschließend wurde er zur Navy eingezogen.
Zurück im Zivilleben, knüpfte Villalobos im Laufe der 60er Jahre erste Kontakte zur Filmbranche. Er durchlief mehrere Ausbildungswege, unter anderem im Labor und als Kameraassistent. 1970 war er im Kamerabereich (als Assistent) erstmals an einer Produktion (TV-Serie Die jungen Anwälte [The Young Lawyers]) beteiligt. Villalobos blieb mehrere Jahre als Assistent tätig, z. B. bei dem Scorsese-Kinoklassiker Alice lebt hier nicht mehr, und arbeitete sich sukzessive zum einfachen Kameramann (camera operator) hoch. In letztgenannter Funktion war er beispielsweise an dem 1976 entstandenen Terroristen-Thriller Schwarzer Sonntag, der 1977 gedrehten Komödie Der Schmalspurschnüffler und an dem im Jahr darauf inszenierten Reaktorunfall-Drama Das China-Syndrom beteiligt. Villalobos' Lehrmeister in diesen drei Jahren war John A. Alonzo.
1979 erhielt er seinen ersten Auftrag als Chefkameramann (bei dem enttäuschend ausgefallenen Travolta-Streifen Urban Cowboy). Seitdem ist Villalobos ein gefragter Bildgestalter für professionelle Mainstream-Unterhaltung, die jedoch selten eine künstlerisch unverwechselbare Handschrift aufweist. Reynaldo Villalobos fotografierte in sämtlichen Themenbereichen: hochdramatische Stoffe (Für das Leben eines Freundes) ebenso wie pubertären Klamauk (Nicht noch ein Teenie-Film!). Häufig spielen die von Villalobos kameratechnisch betreuten Geschichten im Unterschichts- und Emigrantenmilieu. Der Sohn lateinamerikanischer Einwanderer hat aber neben visuell ansprechend aufbereiteter Slum-Tristesse auch immer wieder urban-schicke Bilder aus der Geschäfts- und Yuppie-Welt gestaltet.
Reynaldo Villalobos arbeitet über seine Kinoverpflichtungen hinaus auch weiterhin für das Fernsehen, sowohl für Serien (L.A. Law, L.A. Doctors) als auch für Einzelproduktionen (z. B. Sinatra), die ihm sogar gelegentlich Preisnominierungen eingebracht haben. Seit den 80er Jahren inszenierte er überdies eine beachtliche Reihe von Episoden zu zahlreichen TV-Serien, darunter Der Hitchhiker, Knightwatch, Der Nachtfalke, Booker, L.A. Doctors und Battlestar Galactica aber auch Einzelproduktionen wie den Detektiv-Thriller Hollywood Undercover.

## Filmografie (Auswahl)
- 1980: Urban Cowboy
- 1980: Warum eigentlich … bringen wir den Chef nicht um? (Nine to Five)
- 1982: Mike’s Murder
- 1982: Lockere Geschäfte (Risky Business)
- 1982: Die falsche Spur (Prime Suspect)
- 1983: Schuld daran ist Rio (Blame It on Rio)
- 1983: Windy City
- 1984: Speedway Trio (Grandview, U.S.A.)
- 1984: Saving Grace
- 1985: In der Hitze von Nevada (Desert Bloom)
- 1985: Lucas
- 1985: Die gnadenlose Clique (Band of the Hand)
- 1986: Running Man (The Running Man, zusätzl. Aufnahmen)
- 1986: Jumpin’ Jack Flash (zusätzl. Aufnahmen)
- 1988: Die Indianer von Cleveland (Major League)
- 1988: Punchline – Der Knalleffekt (Punchline)
- 1989: Denial
- 1989: Wild Boys (Coup de Ville)
- 1990: Eine fast anständige Frau (Sibling Rivalry)
- 1991: Das Gesetz der Gewalt (American Me)
- 1992: In den Straßen der Bronx (A Bronx Tale)
- 1992: Kampfhähne (Roosters)
- 1993: PCU
- 1996: Romy und Michele (Romy and Michele’s High School Reunion)
- 1996: American Dreamer – Charmante Lügner (Telling Lies in America)
- 1997: Mißbrauchte Liebe (Loved)
- 1998–1999: Die Schattenkrieger (SOF: Special Ops Force, Fernsehserie, 3 Episoden)
- 1998: Fahr zur Hölle Hollywood (An Alan Smithee Film: Burn Hollywood Burn)
- 1998: Für das Leben eines Freundes (Return To Paradise)
- 1999: Love and Basketball
- 2000: Juwanna Mann (Juwanna Man)
- 2001: Nicht noch ein Teenie-Film! (Not Another Teen Movie)
- 2002: Welcome to America
- 2004: Splinter
- 2005: Flip the Script
- 2006: Bordertown
- 2006: One Long Night
- 2007: Privileged
- 2008: Like Dandelion Dust
- 2008: Breaking Bad (Fernsehserie, 6 Episoden)
- 2009: Like Dandelion Dust
- 2014: Big Stone Gap
- 2019: Windows on the World
- 2019: The Devil Has a Name